# Agrahara, Arsikere
Agrahara là một làng thuộc tehsil Arsikere, huyện Hassan, bang Karnataka, Ấn Độ.